# تاريخ الرياضة الأسترالية
يعود تاريخ الرياضة الأسترالية إلى فترة ما قبل استعمار البلاد.

## ما قبل القرن التاسع عشر
وصلت الرياضة إلى أستراليا مع وصول الأسطول الأول في عام 1788. لم يألف أو يرتاح أي من الضباط أو السجناء للتقاليد الرياضية في تلك الحقبة -سباق الخيل والكريكيت والملاكمة والمشي والرياضات التي تُستخدَم فيها الحيوانات، مثل مصارعة الديوك. على الرغم من كون السلامة الجسدية أكثر أهمية من الترفيه في العقود الأولى من التسوية الأوروبية، جلب العديد من المستوطنين الجدد حبهم للرياضة معهم. أصبح الملازم جورج جونستون، المعروف بأكل لحوم البشر أول أوروبي تطأ قدماه شاطئ ميناء جاكسون في سيدني، مربيًا بارزًا لخيول السباق. شارك النقيب بايبر، الذي وصل إلى سيدني في عام 1792، في سباقات الخيول. كان روبرت نوبوود، أول قسيس في تسمانيا، جزءًا من «مجموعة الرماية والصيد لشباب فيسكونت كليرمونت» في إنجلترا ولم يفقد جزءًا من حبه للرياضة في المستعمرة الجديدة.
وعلى النقيض من ذلك، لم تُعتبر الرياضة مكونًا مستقلًا ذا وقت محدد في حياة الشعوب الأصلية. استندت الرياضة المستوردة من بريطانيا إلى مفاهيم التقسيم بين العمل وأوقات الفراغ، وهذا ما يعدّ أمرًا غريبًا عن ثقافة السكان الأصليين. كانت الرياضة بالنسبة للسكان الأصليين جزءًا لا يتجزأ عن طقوس الحياة اليومية. كان الصيد والتتبع جزءًا من العمل (الحصول على الطعام) والترفيه. شملت التقاليد الرياضية للشعوب الأصلية المصارعة ومسابقات رمي الرمح والمعارك الوهمية وأنواعًا مختلفة من كرة القدم باستخدام كرات مصنوعة من جلد البوسوم والأقراص الدوارة وألعاب العصي. رُبطَت بعض الألعاب الرياضية بالتتبع والصيد بينما برع العديد من السكان الأصليين من سكان السواحل في السباحة وصيد الأسماك والتجديف.

## القرن التاسع عشر
برزت الرياضة في أستراليا في عام 1810 عندما أقيمت أول بطولة لألعاب القوى، بعد وقت قصير من ظهور الكريكيت ونوادي سباقات الخيل والإبحار وبدء المنافسات فيها. مارست الطبقات الدنيا في أستراليا الرياضة في أيام العطلات الرسمية، بينما مارستها الطبقات العليا أو الراقية بشكل أكثر انتظامًا في أيام السبت. كانت سيدني المركز الأول للرياضة في المستعمرة. لُعبَت الأشكال المبكرة لكرة القدم هناك بحلول عام 1829. لُعبَت الرياضة المبكرة في أستراليا على أساس طبقي. حظر البرلمان البريطاني في عام 1835 ممارسة الرياضات الدموية باستثناء صيد الثعالب نتيجة قانون سنّه في أستراليا؛ لم يُقبَل هذا القانون بشكل جيد في البلاد إذ اعتُبر هجومًا على الطبقات العاملة. أُسِّسَت سباقات الخيل في نيو ساوث ويلز وأجزاء أخرى من البلاد بحلول أواخر ثلاثينيات القرن التاسع عشر، وتمتعت بالدعم من مختلف الطبقات الاجتماعية. كانت المقامرة جزءًا من الرياضة منذ أن رسخت سباقات الخيل أقدامها بصفتها رياضة أساسية في المستعمرة. نُظمَت سباقات الخيل أيضًا في ملبورن في باتمان هيل في عام 1838، بالتزامن مع انعقاد أول حدث في هذا المجال في فيكتوريا في عام 1840. بدأت الكريكيت أيضًا في المضي قُدمًا مع نادي ملبورن للكريكيت الذي تم تأسيسه في عام 1838. استُخدمت الرياضة خلال ثلاثينيات وثمانينيات القرن التاسع عشر وأربعينيات القرن الماضي كوسيلة من وسائل التكامل الاجتماعي بين الطبقات.
نُظّمَت مسابقات رياضية في نيو ساوث ويلز بصورة منتظمة بحلول عام 1850 (شكل مبكر من لعبة الركبي)، إذ لُعبَت مسابقات منظمة في كوينزلاند (لعبة الركبي) وفيكتوريا (كرة القدم ذات القوانين الفيكتورية) بعد فترة وجيزة. دُوّنَت قوانين كرة القدم الفيكتورية (التي عُرفَت لاحقًا باسم كرة القدم ذات القوانين الأسترالية) في عام 1859. تأسست أندية كرة القدم الأسترالية التي تلعب في دوري كرة القدم الأسترالية الحالي عام 1858. افتُتح ملعب ملبورن للكريكيت وهو أكبر إستاد رياضي في أستراليا في عام 1853.
بدأت سباقات كأس ملبورن لأول مرة في عام 1861. أسِّسَ فريق للرغبي في جامعة سيدني في عام 1864. لم تبدأ ممارسة الرياضة بصورة منتظمة في جنوب أستراليا وتاسمانيا وأستراليا الغربية حتى أواخر ستينيات القرن التاسع عشر وأوائل سبعينيات القرن التاسع عشر. عند الحديث عن غرب أستراليا، كانت رياضة الرغبي في بداية الأمر الرياضة الأكثر شعبية، ولكن استُبدلت لاحقًا بكرة القدم ذات القواعد الأسترالية.
ذهب أول فريق كريكيت أسترالي في جولة دولية في عام 1868. تكوّن الفريق الأسترالي من السكان الأصليين بشكل كامل وقام بجولة في إنجلترا حيث لعب 47 مباراة، إذ فازوا بأربع عشرة مباراة وتعادلوا في تسع عشرة وخسروا في أربع عشرة.
كان تبني أستراليا للرياضة على المستوى الوطني شموليًّا إلى حدٍّ كبير، لدرجة أشار فيها أنتوني ترولوب في كتابه بعنوان أستراليا، الذي نُشر في عام 1870 إلى «أن الشغف الإنجليزي بالمتعة التي يُطلَق عليها عمليًّا اسم "الرياضة"، لا يُعتَبر ضرورة وطنية لدى الأميركيين، بينما لدى الأستراليين يكاد يكون هذا الشغف بمثابة المنزل».
لُعبَت كرة القدم في أستراليا في سبعينيات القرن التاسع عشر، مع تنظيم أول فريق رسميًا في سيدني في عام 1880 وكان اسمه الهيامون (ذا واندررز). بدأت الصحف الأسترالية بتغطية أحداث العالم الرياضي بحلول عام 1876 عندما غطّت صحيفة سيدني مورنينج هيرالد سباقًا للتجديف في إنجلترا.
لعبت أستراليا أول مباراة تيست كريكيت ضد إنجلترا في عام 1877. بدأت فعاليات جائزة الرماد (ذا آشس) في أعقاب فوز منتخب أستراليا للكريكيت على إنجلترا في عام 1882. أنشِئت فرق هوكي الحقل للرجال والنساء بحلول عام 1890. أقيمت مسابقة شيفيلد شيلد للكريكيت لأول مرة في عام 1891 بمشاركة نيو ساوث ويلز وفيكتوريا وجنوب أستراليا في الدورة الافتتاحية. لم تشارك الولايات المتبقية إلا لبعد فترة طويلة، مع مشاركة كوينزلاند لأول مرة في دورة 1926/1927، وأستراليا الغربية في دورة 1947/1948 وتاسمانيا في دورة 1982/1983.
في عام 1879 بدأت مباريات ما بين الولايات والتي لُعبَت حسب القواعد الأسترالية بمباراة بين فرق مثلت كل من مستعمرات فيكتوريا وجنوب أستراليا. حازت المباريات بين الولايات على مكانة هامة للغاية في الثقافة الأسترالية، كانت المباريات بين الولايات ذات أهمية كبيرة على الرغم من عدم وجود منافسة على الصعيد القومي في معظم هذه المباريات في القرن العشرين، لكنها أعطت الفرصة لتحديد الولاية التي أنتجت أفضل اللاعبين، وتحديد الدوري الأفضل باعتبار أن هؤلاء اللاعبين قد لعب معظمهم في دوري الولاية ضمن ولاياتهم. أقيمَ كرنفال وطني كل 5 سنوات، ولعب الفائزون فيه المباراة النهائية. استمرت المباريات بين الولايات خلال الفترة بين عامي 1879 و1999. تم تأسيس دوري كرة القدم الفيكتوري في عام 1897، الذي أصبح لاحقًا دوري كرة القدم الأسترالي، بعد الانفصال عن اتحاد كرة القدم الفيكتوري.